# Aubous
Aubous ist eine französische Gemeinde mit 45 Einwohnern (Stand 1. Januar 2022) im Département Pyrénées-Atlantiques in der Region Nouvelle-Aquitaine (vor 2016: Aquitanien). Die Gemeinde gehört zum Arrondissement Pau und zum Kanton Terres des Luys et Coteaux du Vic-Bilh (bis 2015: Kanton Garlin).
Die Einwohner werden Aubousois und Aubousoises genannt.

## Geographie
Aubous liegt circa 50 Kilometer nördlich von Pau im Béarn in der Region Vic-Bilh des Béarns auf einer Anhöhe am nördlichen Grenzgebiet des Départements Pyrénées-Atlantiques zum Département Gers.
Umgeben wird der Ort von den Nachbargemeinden:
|        | Viella (Gers)                               |       |
| Diusse | Kompassrose, die auf Nachbargemeinden zeigt | Aydie |
|        | Mont-Disse                                  |       |

Aubous liegt im Einzugsgebiet des Flusses Adour. Der Larcis, ein Nebenfluss des Lées, fließt zu einem großen Teil an der südwestlichen Gemeindegrenze, der Bach Boutigué, ein Zufluss des Saget, zu einem großen Teil am nördlichen Rand des Orts.

## Geschichte
Die günstige geografische Lage auf einer Anhöhe, aber doch nahe genug am fließenden Gewässer, zog schon sehr früh Menschen an, hier zu leben. Spuren von vor- oder frühgeschichtlichen Lagern belegen eine frühe Besiedelung.
Paul Raymond, Archivar und Historiker des 19. Jahrhunderts, notierte die erstmalige Erwähnung von Aubous als Aubos im Jahr 1385, als bei einer Volkszählung 4 Haushalte gezählt und vermerkt wurde, dass das Dorf in der Bailliage von Lembeye liegt. Spätere Erwähnungen gab es im 14. Jahrhundert mit der Namensform Auboos, 1752 bei einer Zählung als Aubons.
Vom Mittelalter bis in die Neuzeit war die Lehnsherrschaft von Aubous umstritten zwischen drei Familien, de Doumy, de Viella und de Diusse, bis im Jahre 1742 der Markgraf de Viella das Lehen aufkaufte und es bis zur Französischen Revolution behielt.

### Einwohnerentwicklung
Nach dem Höhepunkt von 289 Einwohnern in den 1840er Jahren ist die Zahl bis zu den 1970er Jahren stetig auf ungefähr ein Sechstel gesunken. Der Abwärtstrend ist in den folgenden Jahren gestoppt und die Einwohnerzahl bleibt bis heute ungefähr auf dem niedrigen Niveau.
| Jahr      | 1962 | 1968 | 1975 | 1982 | 1990 | 1999 | 2006 | 2009 | 2014 |
| --------- | ---- | ---- | ---- | ---- | ---- | ---- | ---- | ---- | ---- |
| Einwohner | 77   | 64   | 57   | 65   | 48   | 53   | 51   | 51   | 53   |

## Sehenswürdigkeiten
- Ortskirche, gewidmet der heiligen Quiteria. Mehrere Legenden ranken sich um das Leben der Schutzpatronin. Die westgotische Königstochter soll im 5. Jahrhundert in Toledo geboren und aus ihrem Elternhaus geflohen sein, als ihr Vater sie gegen ihren Willen verheiraten wollte. Die Flucht führte sie auch nach Aubous, wo sie eine Wunderquelle erschaffte. Aus diesem Grund, und weil Quiteria als Märtyrerin starb, wird sie in Aubous besonders verehrt. Die ihr gewidmete einschiffige Kirche ist in der zweiten Hälfte des 12. Jahrhunderts erbaut. Aus dieser Zeit sind heute die Mauern, die Apsis und ein Eingang an der Westseite erhalten. Der Eingang öffnet sich in einem schmucklosen Rundbogen bis auf das Christusmonogramm, das schwach lesbar auf dem Tympanon eingeritzt wurde.[9] Die Fensteröffnungen des Gebäudes datieren aus dem 17. oder 18. Jahrhundert. Typisch für die örtliche Architektur sind verbaute Kieselsteine, aber auch Sandsteinblöcke, die die Wände teilweise verputzen. Die Glocke im Kirchturm stammt aus dem Jahr 1821, wie die Jahreszahl in ihrer Inschrift belegt.[10] Der Altaraufsatz aus dem 18. Jahrhundert wird dominiert von einem Gemälde, das die heilige Quiteria zeigt, wie sie gemäß der Legende ihren abgeschlagenen Kopf in der Hand hält. In der anderen Hand trägt sie einen Palmenzweig, Ausdruck der Reinheit und Zeichen ihres christlichen Glaubens. Im Hintergrund ist ihre Taufe und ihr Martyrium dargestellt. Das Gemälde mit dem Abbild der Heiligen und Landschaften ist Bestandteil eines Gesamtobjekts im barocken Stil, der im 18. Jahrhundert aufkam. Es wird flankiert von korinthischen Säulen, Blumengirlanden und einem vergoldeten und bemalten Tabernakel. Vier Kerzenständer vervollständigen das Gesamtbild.[11] Die Ausstattung der Kirche enthält viele weitere Objekte, die als nationale Kulturgüter registriert sind. Rémi Haille, Bürgermeister des Dorfes in den 1970er Jahren rettete die Kirche vor ihrem Zerfall.[12]

- Quelle der heiligen Quiteria. Verschiedene Legenden ranken sich um den Ursprung der Quelle, ob der abgeschlagene Kopf der Heiligen das Wasser austreten ließ oder ob sie bei ihrem Besuch des Dorfes auf ihrer Flucht mit einem Ginsterzweig an der Stelle auf den Boden schlug und Gott anrief. In jedem Fall versammeln sich die Pilger am Namenstag, den 22. Mai, vor Sonnenaufgang, um Heilung von Kopfschmerzen, Augen- oder Hautinfektionen zu erlangen.[13]

- Mühle von Aubous. Die ursprüngliche Getreidemühle am Ufer des Larcis gehörte der Familie Labaig-Viella, die das Lehen 1742 gekauft hatten. Bis zur Französischen Revolution wurde die Mühle gegen Gebühr den Bewohnern zur Verfügung gestellt. Ein Gesetz während der Revolution wurde auf die Mühle angewandt, das den Verkauf der Güter von Adeligen erlaubte, die das Land verlassen hatten. Sie konnte somit als „nationales Eigentum“ veräußert werden. Auf dem Türsturz des heutigen Gebäudes ist die Jahreszahl 1830 zu lesen, das Datum des Neubaus.[14]

## Wirtschaft und Infrastruktur
Die Gemeinde liegt in den Zonen AOC der Weinanbaugebiete des Béarn, Madiran und Pacherenc du Vic-Bilh.

### Verkehr
Aubous wird durchquert von den Routes départementales 292 und 317.